# 元善光寺駅
元善光寺駅（もとぜんこうじえき）は、長野県飯田市座光寺にある、東海旅客鉄道（JR東海）・日本貨物鉄道（JR貨物）飯田線の駅である。

## 歴史
- 1923年（大正12年）
  - 3月18日：伊那電気鉄道市田駅 - 当駅間延伸時に終着駅である元善光寺駅（もとぜんこうじえき）として開設[1][3]。一般駅[2]。
  - 8月3日：伊那電気鉄道が飯田駅まで延伸し、途中駅となる[3]。
- 1943年（昭和18年）8月1日：伊那電気鉄道線が飯田線の一部として国有化、鉄道省（後の日本国有鉄道）の駅となる[2][4]。同時に座光寺駅（ざこうじえき）に改称[1][2][4]。
- 1950年（昭和25年）5月20日：元善光寺駅に改称[1][2][5]。
- 1971年（昭和46年）12月1日：荷物・専用線発着を除く車扱貨物取扱廃止[2]。
- 1986年（昭和61年）11月1日：夜間無人化。
- 1987年（昭和62年）4月1日：国鉄分割民営化に伴い、東海旅客鉄道（JR東海）・日本貨物鉄道（JR貨物）の駅となる[2][6]。
- 1996年（平成8年）9月30日：貨物列車の運行最終日[7]。
- 1998年（平成10年）3月31日：業務委託駅化。
- 2013年（平成25年）4月1日：窓口廃止、無人駅化[8]。

### リニア中央新幹線の駅について
リニア中央新幹線の駅（仮称:長野県駅）が、当駅南西1kmの座光寺地区と上郷飯沼地区の境界に設置されることになったと報道されている。なお、2011年8月5日にJR東海から長野県内の駅予定地が発表された際には、飯田市座光寺地区と高森町を含む「天竜川右岸平地」とされたため当駅付近が最有力とされていたが、後に座光寺地区に遺跡群が発見され、ルートを遺跡群の南側に移動させることになった。
報道通りに決定した場合は飯田線伊那上郷 - 当駅間に新駅開設を検討することになるが、この構想に関し、2020年10月18日投開票の飯田市長選挙にて初当選した佐藤健は、地元負担での新駅建設は取りやめる、と明言、リニア駅との接続については元善光寺駅と新交通システムを活用する、との考えを示した。長野県及び近隣自治体に説明の上、合意形成に努めるという。

## 駅構造
単式ホーム1面1線と島式ホーム1面2線、計2面3線を有し、列車交換可能な地上駅。互いのホームは構内踏切で連絡しており、単式ホーム側（北側）に駅舎がある。1・2番線が本線、3番線が上下副本線となっているが、現在は3番線を使う定期旅客列車は無く、フェンスが設置されている。島式ホーム南側には側線が1本ある。
飯田駅管理の無人駅。2013年3月までは東海交通事業の職員が業務を担当する業務委託駅で、JR全線きっぷうりばも設置されていた（早朝・夜間は無人だった）。

### のりば
| 番線 | 路線      | 方向           | 行先             |
| ---- | --------- | -------------- | ---------------- |
| 1    | CD 飯田線 | 下り           | 辰野方面         |
| 2    | CD 飯田線 | 上り           | 飯田・天竜峡方面 |
| 3    | CD 飯田線 | （予備ホーム） | （予備ホーム）   |

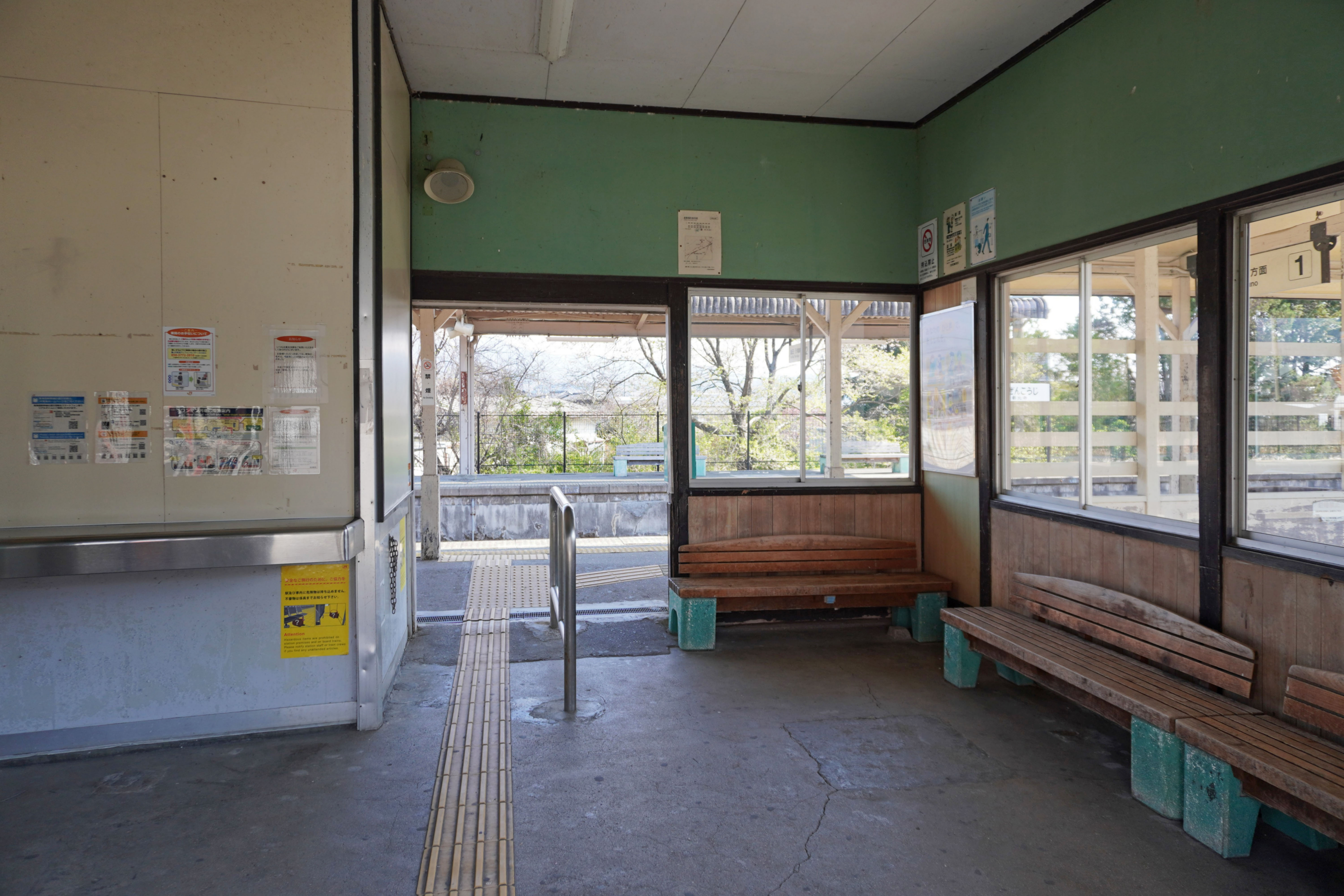
待合室（2023年4月）
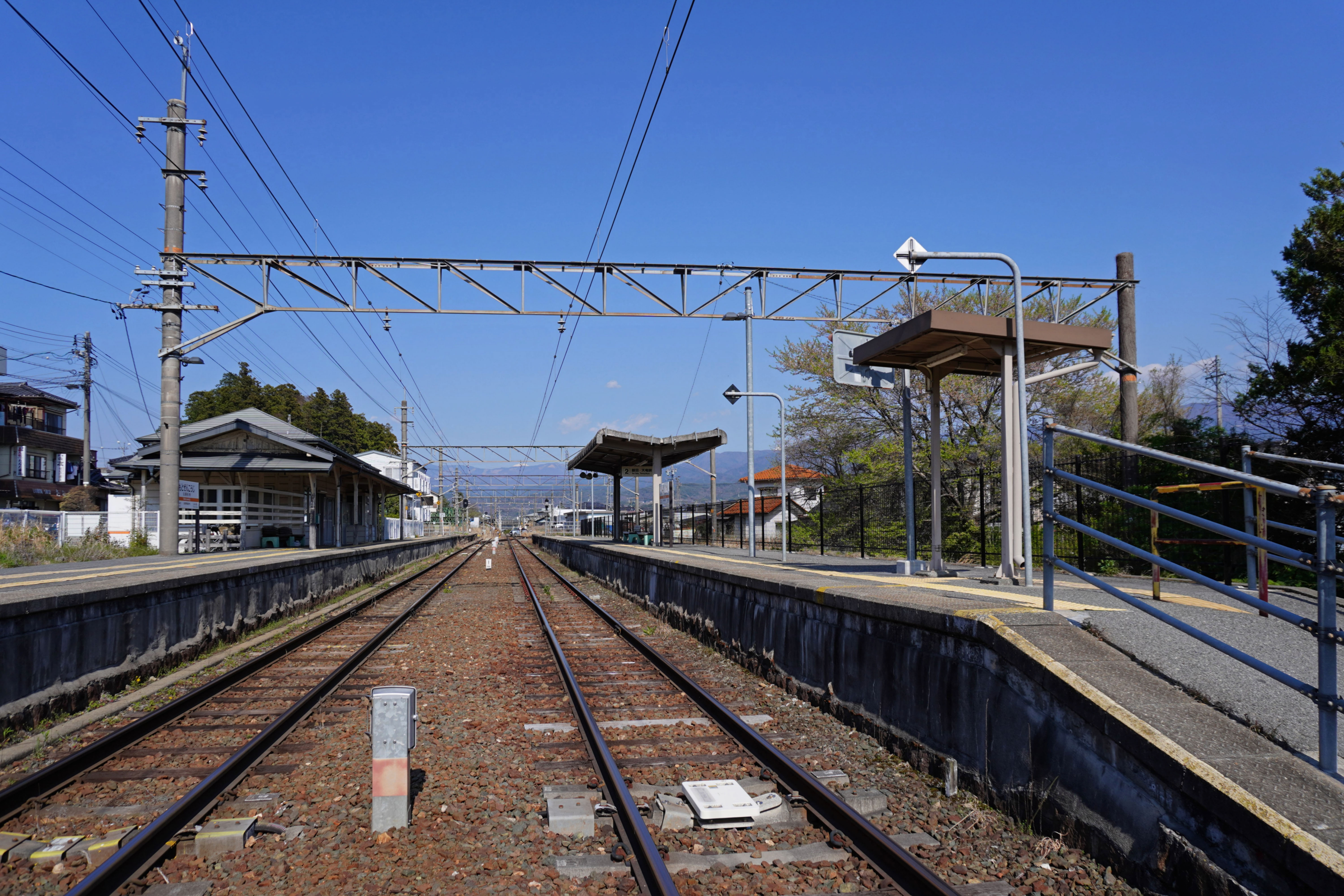
ホーム（2023年4月）
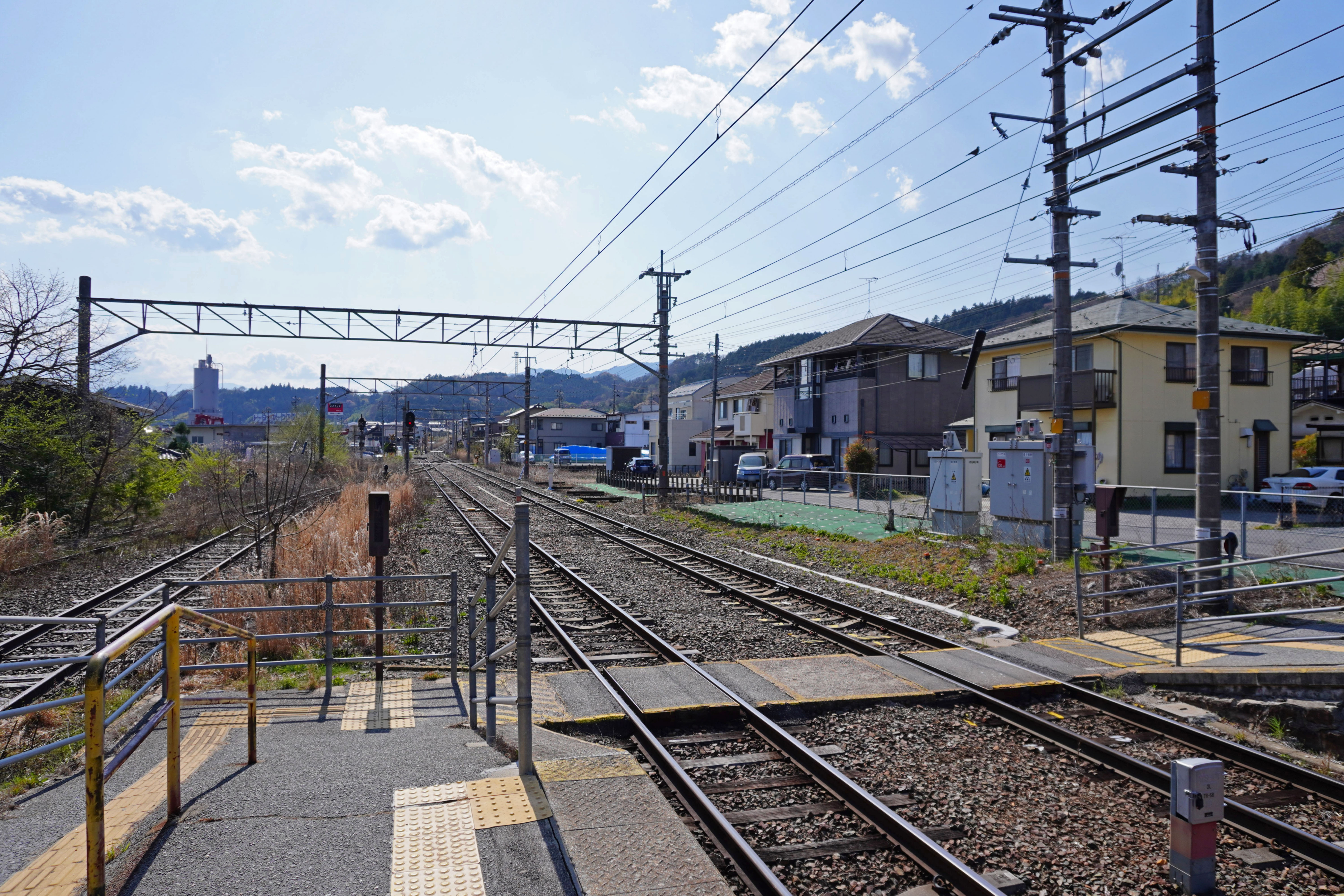
構内踏切（2023年4月）

### 貨物取扱・専用線
現在、JR貨物の駅は車扱貨物臨時取扱駅となっており、貨物列車発着は無い。貨物設備や接続する専用線も無くなっている。
1974年に、周辺の駅に散在していた石油・セメント会社専用線を当駅に集約したため、5社の専用線が接続したが、1997年までに全廃された。専用線は駅南西に向かって分岐し、東洋石油（昭和シェル石油系）、秩父セメント飯田サービスステーション、小野田セメント飯田サービスステーション、イタクニ（コスモ石油系）飯田油槽所、JA全農長野下伊那LPガスセンターへ続いていた。
また、中津川線が完成した暁には、石油ターミナルが建設される予定であった。
なお、JR貨物は豊川駅 - 当駅間について、第二種鉄道事業免許を有していない。

## 利用状況
徒歩5分の距離に2013年3月まで長野県飯田工業高等学校があったため、通学時間帯は学生利用が多かった。1日平均乗車人員は以下の通り。
| 乗車人員推移 | 乗車人員推移 |
| 年度         | 1日平均人数  |
| ------------ | ------------ |
| 2003         | 550          |
| 2004         | 553          |
| 2005         | 529          |
| 2006         | 491          |
| 2007         | 474          |
| 2008         | 506          |
| 2009         | 485          |
| 2010         | 437          |
| 2011         | 423          |
| 2012         | 421          |
| 2013         | 490          |
| 2014         | 541          |
| 2015         | 263          |
| 2016         | 247          |
| 2017         | 236          |
| 2018         | 242          |

## 駅周辺

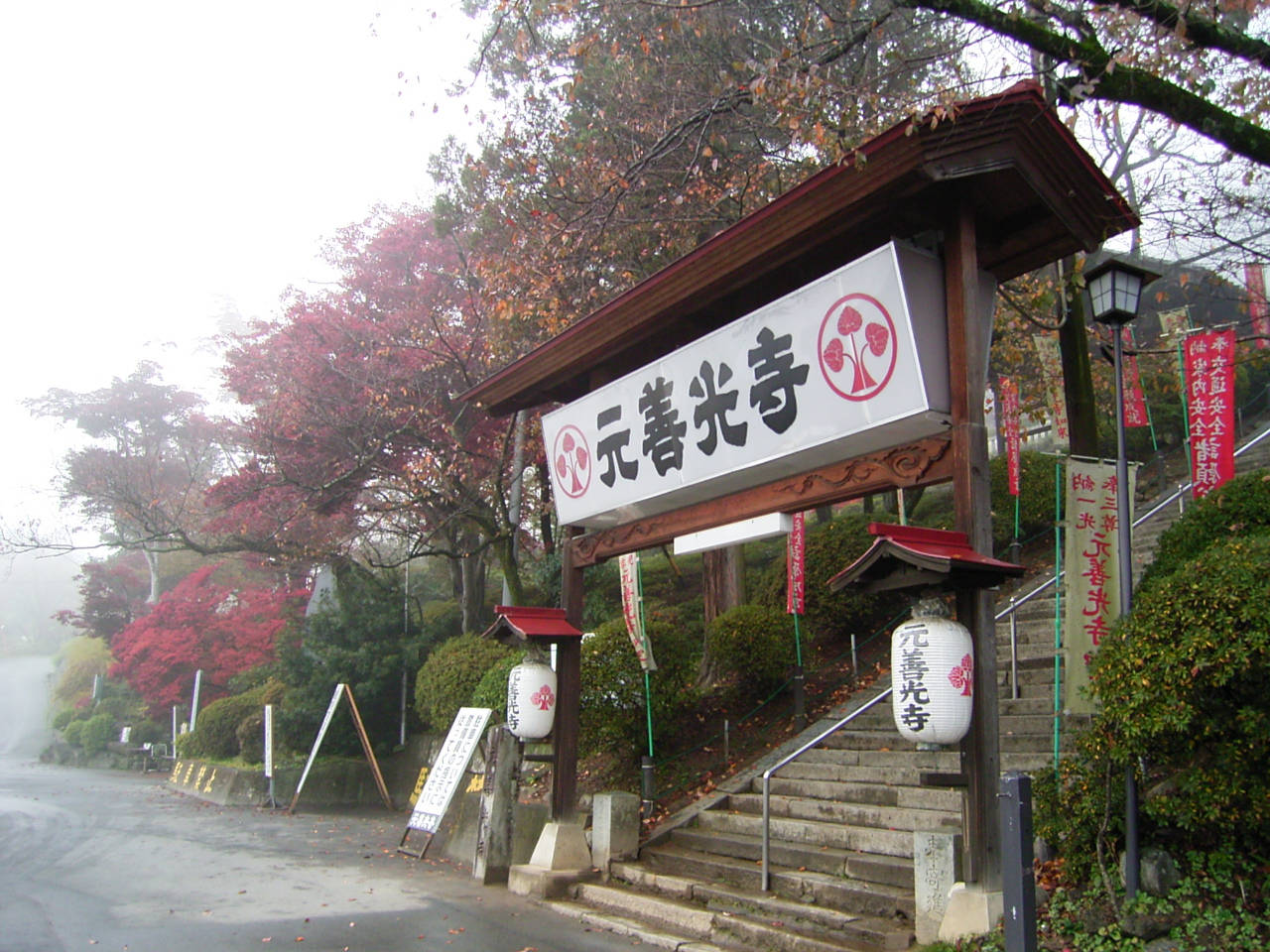
駅から徒歩5分にある元善光寺参道

駅から徒歩約7分の場所に元善光寺（旧・坐光寺。長野・甲府等6ヶ所ある善光寺の内、最初のもの）があり、沿道に土産物店などが立ち並ぶ。元善光寺南側には麻績の里（おみのさと）があり、麻績神社、舞台桜と呼ばれる樹齢約400年の枝垂れ桜、竹田扇之助記念国際糸繰り人形館がある。線路を挟んで反対側には国道153号座光寺バイパスが通っており、大型店舗が複数出店している。
- 太平洋セメント飯田サービスステーション
- 平安堂座光寺店
- エス・バード[13]
- アオキ飯田座光寺店
- ファミリードラッグ座光寺店
- シューマート飯田座光寺店
- ツルハドラッグ飯田上郷店
- イオン飯田店
- オリックスレンタカー飯田店
- 高岡第1号古墳 - 当駅から北へ約300メートル

## 隣の駅
東海旅客鉄道（JR東海）
CD 飯田線
■快速「みすず」
飯田駅 - （上りのみ伊那上郷駅） - 元善光寺駅 - 市田駅
■普通
伊那上郷駅 - 元善光寺駅 - 下市田駅